# Dover (Australie)
Pour les articles homonymes, voir Dover.
Dover est une ville du sud de la Tasmanie, au sud de l'Australie.
Sa population était de 486 habitants en 2016.